# Onyx (együttes)
Az Onyx amerikai rapegyüttes.
1988-ban alakultak meg a queens-i South Jamaicában. Leghíresebb daluk a Biohazard-dal közösen készített Judgment Night című dal, amely az ugyanilyen című film egyik dalaként szolgál. A Shut' em Down című számuk pedig szerepel a Grand Theft Auto: Liberty City Stories című videójátékban. A dalban az Onyx mellett Big Pun és Noreaga is közreműködött.

## Diszkográfia
- Bacdafucup (1993)
- All We Got Iz Us (1995)
- Shut 'Em Down (1998)
- Bacdafucup Part II (2002)
- Triggernometry (2003)
- Cold Case Files: Vol.1 (2008)  Cold Case Files: Vol.2 (2012) Wakedafucup (2014)
- Turndafucup (2014)
- Shotgunz in Hell (2017)
- Black Rock (2018)
- SnowMads (2019)
- Onyx 4 Life (2021) 1993 (2022) Onyx Versus Everybody (2022) Blood On Da X (2023)